# 対空砲兵大将
対空砲兵大将または高射砲兵大将 (ドイツ語: General der Flakartillerie) はナチス・ドイツ時代のドイツ空軍に存在した階級で、対空砲部隊の兵科大将である。1945年の第二次世界大戦終戦まで存在した。現代のNATO階級符号でOF-8に相当する「三つ星の将官」で、アメリカ軍では中将に相当する。

## 対空砲兵大将の一覧
- ワルター・フォン・アクストヘルム (1893-1972)
- ハインリヒ・ブルヒアルト (1894-1945)
- オットー・デスロホ (1889-1977)(上級大将に昇進)
- フーゴ・グリンメ (1872-1943)
- アルフレート・ハウボルト (1887-1969)
- フリードリヒ・ハイリンクブルンナー (1891-1977)
- フリードリヒ・ヒルシュハウアー (1883-1979)
- ゲルハルト・ホフマン (1887-1969)
- ホブ・オデブレヒト (1892-1982)
- ヴォルフガング・ピッケルト (1897-1984)
- リヒャルト・ライマン (1892-1970)
- オットー・ヴィルヘルム・フォン・レンツ (1891-1968)
- ヘルムート・リヒター (1891-1977)
- カール・フォン・ロクエス (1880-1949)(歩兵大将としてドイツ国防軍に復帰)
- ギュンター・リューデル (1883-1950)(上級大将に昇進)
- カミッロ・ルッゲーラ (1885-1947)
- アウグスト・シュミット (1883-1955)
- ルートヴィヒ・フォン・シュレーダー (1884-1941)
- フーベルト・ヴァイゼ (1884-1950)(上級大将に昇進)
- オイゲン・ヴァイスマン (1892-1951)
- エミール・ザネッティ (1883-1945)